# Мальгэнь, Жозеф Франсуа
Жозеф Франсуа Мальгэнь, иногда Мальгэн (фр. Joseph-François Malgaigne; 1806—1865) — французский хирург.

## Биография
Сын сельского фельдшера. Получив также фельдшерскую подготовку, в возрасте 19 лет перебрался в Париж, где стал продолжать своё медицинское образование при военном госпитале Валь-де-Грас.
В 1831 году, получив звание врача, поступил военным врачом в соединения восставших против российской оккупации поляков. С 1835 года практиковал и преподавал в Париже, уже в 1838 году, где опубликовал на основе своих лекций «Курс хирургической анатомии и экспериментальной хирургии» (фр. Traité d'anatomie chirurgicale et de chirurgie expérimentale), переведённый затем на ряд европейских языков. Среди других важных трудов Мальгэня — «Руководство по переломам и вывихам» (фр. Traité des fractures et des luxations; 1842, ряд переизданий). Помимо собственных трудов, подготовил комментированное издание полного собрания работ Амбруаза Паре.
В 1843 году Мальгэнь основал «Journal de chirurgie», с 1847 года преобразованный в «Revue medico-chirurgicale»; оба журнала редактировал до 1855 года и напечатал в них огромное число работ. С 1850 года заведовал кафедрой хирургии. В 1865 году был избран президентом медицинской академии.